# Arquidiócesis de Belo Horizonte

Regional CNBB Leste 2.

Mapa de la Arquidiócesis de Belo Horizonte.

La arquidiócesis de Belo Horizonte (en latín: Archidioecesis Bellohorizontina y en portugués: Arquidiocese de Belo Horizonte) es una circunscripción eclesiástica latina de la Iglesia católica en Brasil, sede metropolitana de la provincia eclesiástica de Belo Horizonte. La arquidiócesis tiene al arzobispo Walmor Oliveira de Azevedo como su ordinario desde el 28 de enero de 2004.

## Territorio y organización

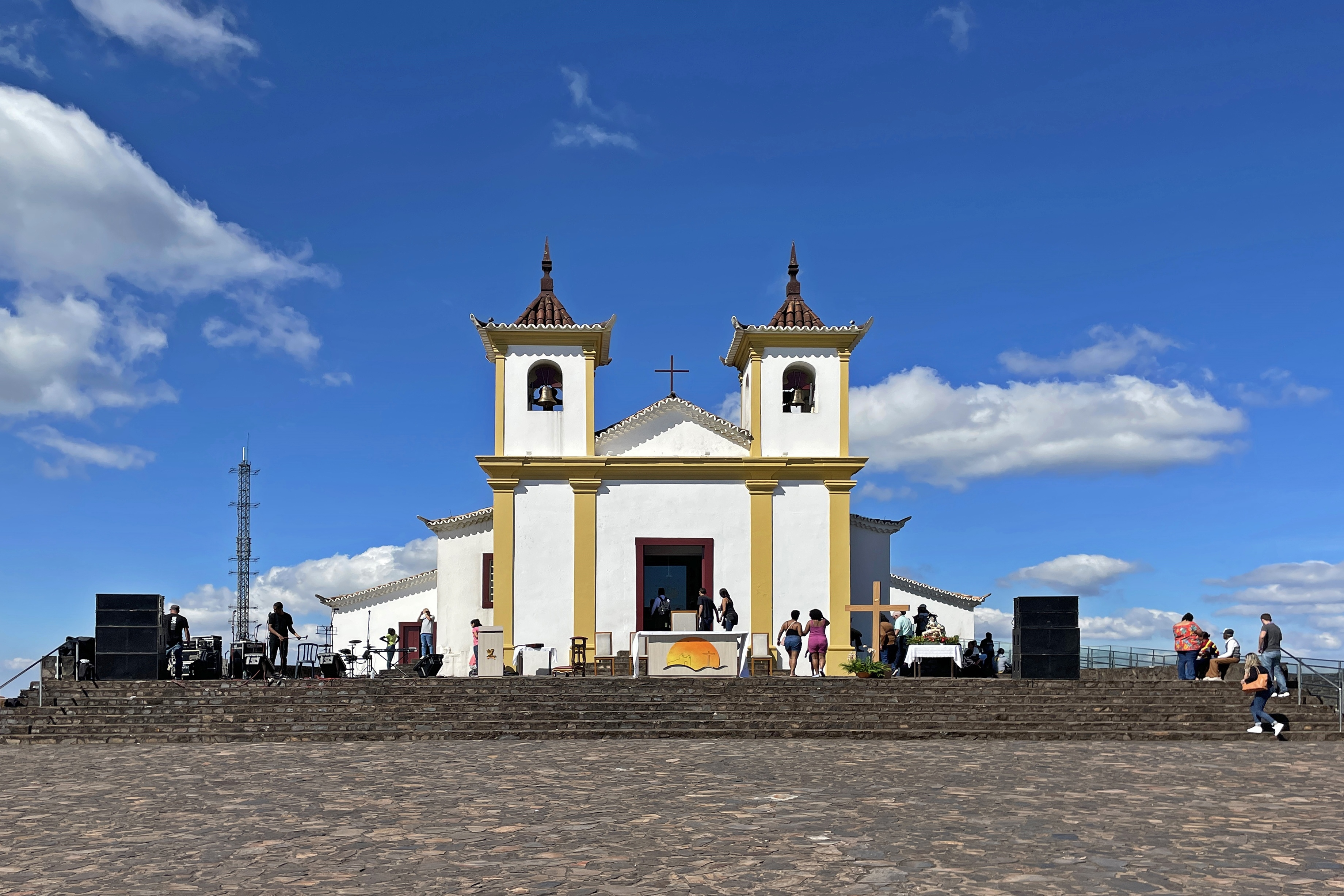
Santuario basílica de Nuestra Señora de la Piedad, Caeté

La arquidiócesis tiene 7222 km² y extiende su jurisdicción sobre los fieles católicos de rito latino residentes en 28 municipios del estado de Minas Gerais: Belo Horizonte, Belo Vale, Betim, Bonfim, Brumadinho, Caeté, Confins, Contagem, Crucilândia, Esmeraldas, Ibirité, Lagoa Santa, Mário Campos, Moeda, Nova Lima, Nova União, Pedro Leopoldo, Piedade dos Gerais, Raposos, Ribeirão das Neves, Río Acima, Río Manso, Sabará, Santa Luzia, São José da Lapa, Sarzedo, Taquaraçu de Minas y Vespasiano.
La sede de la arquidiócesis se encuentra en la ciudad de Belo Horizonte, en donde se halla la Catedral de Nuestra Señora del Buen Viaje. En el territorio de la arquidiócesis se encuentran las basílicas de San Juan María Vianney y de Nuestra Señora de Lourdes, ambas en Belo Horizonte, y el santuario basílica de Nuestra Señora de la Piedad, en Caeté.
En 2020 en la arquidiócesis existían 291 parroquias agrupadas en 5 regiones episcopales, algunas regidas por un obispo auxiliar, y 37 foranías:
- la región episcopal Nossa Senhora Aparecida, instituida en 1986, comprende 69 parroquias, una cuasiparroquias (curato) y un área pastoral en 8 foranías;
- la región episcopal Nossa Senhora da Esperança, instituida en 1999, comprende 48 parroquias, 4 cuasiparroquias y un área pastoral en 6 foranías;
- la región episcopal Nossa Senhora da Piedade, instituida en 1986, comprende 68 parroquias, 2 cuasiparroquias, 2 áreas pastorales, 2 parroquias de rito oriental en 11 foranías;
- la región episcopal Nossa Senhora da Conceição, instituida en 1986, comprende 83 parroquias en 10 foranías;
- la región episcopal Nossa Senhora do Rosario, instituida en 2019, comprende todas las parroquias del valle del Paraopeba.

La arquidiócesis tiene como sufragáneas a las diócesis de: Divinópolis, Luz, Oliveira y Sete Lagoas.

## Historia

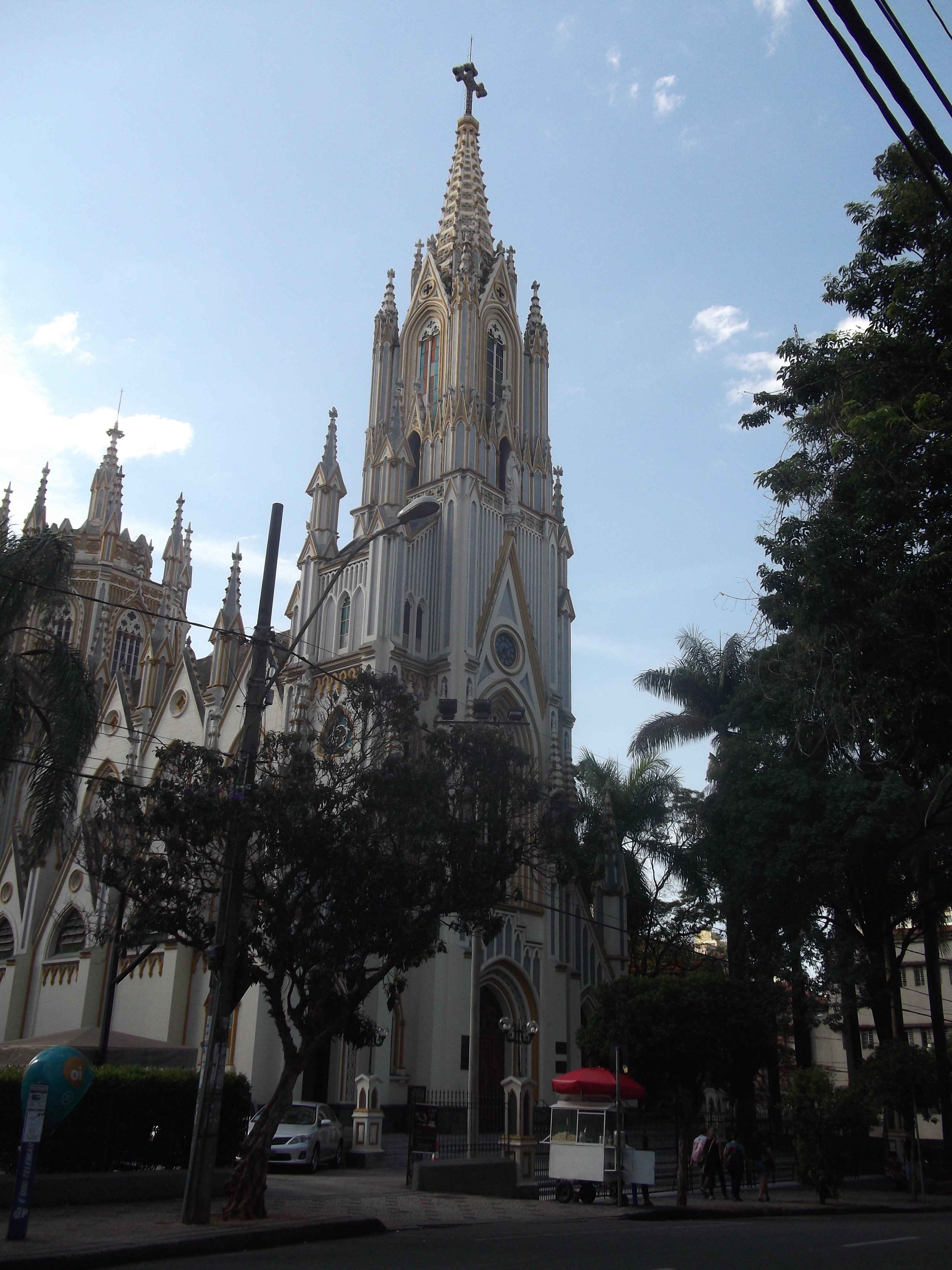
Basílica de Nuestra Señora de Lourdes, Belo Horizonte

La diócesis de Belo Horizonte fue erigida el 11 de febrero de 1921 con la bula Pastoralis sollicitudo del papa Benedicto XV, obteniendo el territorio de la arquidiócesis de Mariana, de la que originalmente era sufragánea.
El 1 de febrero de 1924 fue elevada al rango de arquidiócesis metropolitana con la bula Ad munus Nobis del papa Pío XI.
El 20 de diciembre de 1941 cedió una parte de su territorio para la erección de la diócesis de Oliveira mediante la bula Quo uberiores del papa Pío XII.
El 16 de julio de 1955 cedió una parte de su territorio para la erección de la diócesis de Sete Lagoas mediante la bula Clementissimi Servatoris del papa Pío XII.
El 11 de julio de 1958 cedió otra parte de su territorio para la erección de la diócesis de Divinópolis mediante la bula Qui a Christo del papa Pío XII.
El 17 de octubre de 2017, Nuestra Señora de la Piedad fue confirmada patrona de la arquidiócesis.

## Estadísticas
De acuerdo al Anuario Pontificio 2021 la arquidiócesis tenía a fines de 2020 un total de 3 600 000 fieles bautizados.
| Año                                                                             | Población            | Población | Población      | Sacerdotes | Sacerdotes    | Sacerdotes    | Bautizados por sacerdote | Diáconos permanentes | Religiosos | Religiosos | Parroquias |
| Año                                                                             | Bautizados católicos | Total     | % de católicos | Total      | Clero secular | Clero regular | Bautizados por sacerdote | Diáconos permanentes | Varones    | Mujeres    | Parroquias |
| ------------------------------------------------------------------------------- | -------------------- | --------- | -------------- | ---------- | ------------- | ------------- | ------------------------ | -------------------- | ---------- | ---------- | ---------- |
| 1950                                                                            | ?                    | 900 000   | ?              | 225        | 135           | 90            | ?                        |                      |            |            | 98         |
| 1958                                                                            | ?                    | 794 209   | ?              | 263        | 108           | 155           | ?                        |                      | 155        | 968        | 78         |
| 1965                                                                            | 1 200 000            | 1 300 000 | 92.3           | 292        | 124           | 168           | 4109                     |                      | 210        | 1250       | 97         |
| 1970                                                                            | ?                    | 1 300 000 | ?              | 438        | 166           | 272           | ?                        |                      | 347        | 1500       | 106        |
| 1976                                                                            | 2 150 000            | 2 400 000 | 89.6           | 374        | 145           | 229           | 5748                     |                      | 324        | 1400       | 116        |
| 1980                                                                            | 2 070 000            | 2 300 000 | 90.0           | 363        | 156           | 207           | 5702                     |                      | 319        | 1300       | 135        |
| 1990                                                                            | 3 067 000            | 3 407 000 | 90.0           | 458        | 194           | 264           | 6696                     |                      | 475        | 1130       | 177        |
| 1999                                                                            | 2 950 720            | 3 934 294 | 75.0           | 573        | 246           | 327           | 5149                     |                      | 789        | 1488       | 219        |
| 2000                                                                            | 3 004 162            | 4 005 549 | 75.0           | 574        | 265           | 309           | 5233                     |                      | 820        | 1497       | 223        |
| 2001                                                                            | 3 149 862            | 4 199 816 | 75.0           | 585        | 268           | 317           | 5384                     |                      | 777        | 1396       | 242        |
| 2002                                                                            | 3 244 231            | 4 325 642 | 75.0           | 548        | 255           | 293           | 5920                     |                      | 795        | 1508       | 242        |
| 2003                                                                            | 3 290 315            | 4 387 087 | 75.0           | 576        | 268           | 308           | 5712                     |                      | 859        | 1416       | 252        |
| 2004                                                                            | 3 162 539            | 4 216 719 | 75.0           | 572        | 275           | 297           | 5528                     |                      | 920        | 1332       | 257        |
| 2006                                                                            | 3 535 715            | 4 715 083 | 75.0           | 609        | 302           | 307           | 5805                     |                      | 950        | 1612       | 258        |
| 2012                                                                            | 3 324 000            | 4 748 000 | 70.0           | 730        | 358           | 372           | 4553                     | 5                    | 822        | 1378       | 266        |
| 2015                                                                            | 3 406 000            | 4 866 000 | 70.0           | 729        | 358           | 371           | 4672                     | 33                   | 871        | 1640       | 273        |
| 2018                                                                            | 3 578 000            | 5 110 678 | 70.0           | 656        | 368           | 288           | 5454                     | 64                   | 668        | 740        | 277        |
| 2020                                                                            | 3 600 000            | 5 142 935 | 70.0           | 679        | 376           | 303           | 5301                     | 89                   | 950        | 1493       | 291        |
| Fuente: Catholic-Hierarchy, que a su vez toma los datos del Anuario Pontificio. |                      |           |                |            |               |               |                          |                      |            |            |            |

## Episcopologio
- Antônio dos Santos Cabral † (21 de noviembre de 1921-15 de noviembre de 1967 falleció)
- João Resende Costa, S.D.B. † (15 de noviembre de 1967 por sucesión-5 de febrero de 1986 retirado)
- Serafim Fernandes de Araújo † (5 de febrero de 1986 por sucesión-28 de enero de 2004 retirado)
- Walmor Oliveira de Azevedo, desde el 28 de enero de 2004